# Argoravinia timbarensis
Argoravinia timbarensis är en tvåvingeart som beskrevs av Guilherme A.M.Lopes 1988. Argoravinia timbarensis ingår i släktet Argoravinia och familjen köttflugor.
Artens utbredningsområde är Ecuador. Inga underarter finns listade i Catalogue of Life.